# Jean-Maurice Bailly
Pour les articles homonymes, voir Bailly.
Jean-Maurice Bailly fut un journaliste sportif et animateur à la radio de Radio-Canada; né à Saint-Gabriel-de-Brandon le 20 mai 1920 et mort à Montréal le 6 juillet 1990.

## Biographie
Jean-Maurice Bailly débute à Radio-Canada en 1939 comme messager. 
Le 16 janvier 1942, il devient commis au pour le service des nouvelles. À l’automne 1944, il passe au Service des sports, où il rejoint René Lecavalier. En 1947, il anime pour la première fois la Ligue du vieux poêle où il devient, entre les périodes, analyste des parties de hockey des Canadiens de Montréal, présentées uniquement à la radio à cette époque. En 1949, tout en restant au Service des sports, il se joint à l’équipe des Joyeux Troubadours, émission humoristique de chansons et de blagues. Il y est animateur pendant 28 ans, soit jusqu'à la fin de l'émission en 1977.
Il épouse la chanteuse québécoise Lucille Dumont en 1945; ils se séparent en 1963.
Il est congédié de la célèbre émission de la télévision de Radio-Canada, La Soirée du hockey en 1969 pour y avoir été trop critique au goût de la maison qui produisait l’émission.  
Jean-Maurice Bailly prend sa retraite de Radio-Canada le 26 juin 1985, ce qui met fin à sa dernière émission radio, À toi Jean-Maurice, qu’il animait depuis 1974. Il est mort le 6 juillet 1990 à l'âge de 70 ans des suites d'une hémorragie interne.

## Honneurs
À Saint-Charles-Borromée, une rue porte son nom.

## Sources
- Les archives de Radio-Canada
- « Biographie de Lucille Dumont »(Archive.org • Wikiwix • Archive.is • Google • Que faire ?)
- genealogy.com